# Misool

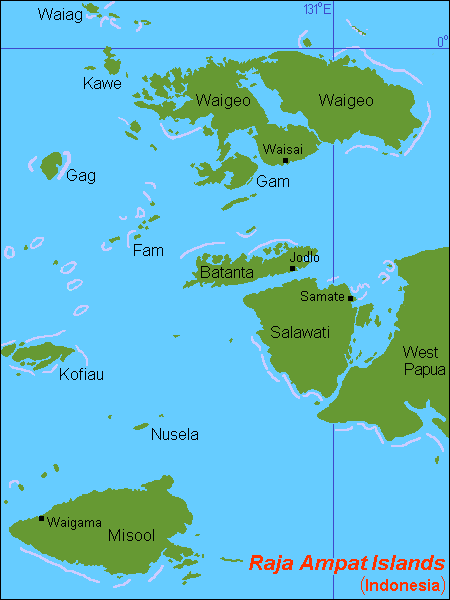
Misool is located at the bottom left

Misool là một trong bốn đảo chính của quần đảo Raja Ampat ở tỉnh Tây Papua, Indonesia. Đảo có diện tích 2.034 km². Điểm cao nhất trên đảo đạt cao độ 535 m và đô thị chính là Waigama nằm ở bờ biển phía bắc của đảo, và Lilinta.
Các đảo khác trong nhóm cũng nằm ở ngoài khơi cực tây của Tây Papua là Salawati, Batanta và Waigeo, cùng các đảo nhỏ hơn như Kofiau.

## Động vật
- Echymipera kalubu
- Echymipera rufescens
- Dorcopsis muelleri
- Phalanger orientalis
- Spilocuscus maculatus
- Petaurus breviceps
- Macroglossus minimus
- Melanotaenia misoolensis
- Nyctimene aello
- Pteropus conspicillatus
- Asellicus tricuspidatus
- Pipistrellus papuanus